# Sejo Kalač
Sead „Sejo“ Kalač (* 5. Oktober 1964 in Rožaje, Jugoslawien, heute Montenegro) ist ein bosnischer Turbo-Folk-Sänger.

## Leben
Sejo Kalač wurde am 5. Oktober 1964 als ein Kind eines Arbeiters in Rožaje im montenegrinischen Sandžak geboren, wo er auch seine gesamte Jugendzeit verbrachte. Nach Abschluss des Gymnasiums leistete er von 1983 bis 1984 seinen Militärdienst in Našice ab. Im Jahre 1985 gründete er mit einigen engeren Freunden die Band „Paukova mreža“, mit der er nur mäßigen Erfolg erzielen konnte. Nach kurzer Zeit löste sich die neu gegründete Band bereits in Zagreb auf und Sejo Kalač begann daraufhin mit seiner Solokarriere.
1991 nahm er sein erstes Solo-Album „U ulici jorgovana“ auf.

### Privates
Sejo Kalac wohnte mit seiner Frau und seinen Kindern in der kroatischen Hauptstadt Zagreb. Als Zweitwohnsitz hält er sich im bosnischen Sarajevo auf. Sein Bruder Caki ist ebenfalls als Sänger aktiv und baut ebenfalls auf einer Gesangskarriere bei Hayat Production in Sarajevo auf. Laut einem Interview im Jahr 2015 wohnt er nun in Offenbach.
Sejo Kalač ist montenegrinischer Bosniake muslimischen Glaubens. Er besitzt die kroatische Staatsbürgerschaft.

## Diskografie

### Alben
- 1991: U ulici jorgovana
- 1993: Alipašin Izvor
- 1997: Poletimo Poletimo
- 1998: Bišćanka
- 2000: Dva života
- 2002: Baš ti
- 2003: Voda, Vazduh I Sloboda
- 2004: Ala, Ala
- 2007: Gost
- 2009: Dođe To Iz Duše

### Singles (Auswahl)
- 1998: Bišćanka
- 2002: Kafanska Pjevačica
- 2002: Bolje Da Sam Pijan Nego Lud
- 2004: Ala, Ala
- 2004: Da Li Si Me Voljela Ili Nisi
- 2004: A Jesam Te Volio
- 2004: E Moj Ćale